# Sajópálfala
Sajópálfala is een plaats (község) en gemeente in het Hongaarse comitaat Borsod-Abaúj-Zemplén. Sajópálfala telt 809 inwoners (2001).